# Circulus texanus
Circulus texanus is een slakkensoort uit de familie van de Tornidae. De wetenschappelijke naam van de soort is voor het eerst geldig gepubliceerd in 1965 door D.R. Moore.